# (7392) Kowalski
(7392) Kowalski (1984 EX) – planetoida z pasa głównego asteroid okrążająca Słońce w ciągu 4,58 lat w średniej odległości 2,76 j.a. Odkryta 6 marca 1984 roku, nazwana imieniem Richarda Kowalskiego.